# Andy Goode
Andrew James Goode, född 3 april 1980 i Coventry, är en engelsk internationell rugbyspelare som spelar som inledande halvlek och ibland som ytterback.  

## Karriär
Efter att ha spelat med de engelska klubbarna Leicester Tigers och Saracens kom han till CA Brive i Frankrike 2008 för att spela i Top 14. I februari 2010 lämnade han Frankrike för att spela Super 14 i Sydafrika med Sharks som Juan Martín Hernández medicinska joker. Han skrev på med den engelska klubben Worcester Warriors där han kommer att spela från säsongen 2010-2011 i den engelska andraligan. 2015 skrev han på ett ensäsongskontrakt med Londons irländska klubb men tvingades avsluta sin karriär på grund av skador, vilket hindrade honom från att bära sin nya klubbs tröja.